# Khamis Esmaeel
Khamis Esmaeel (Ras al-Khaimah, 16 de agosto de 1989) es un futbolista emiratí que juega en la demarcación de centrocampista para el Al Bataeh Club de la UAE Pro League.

## Selección nacional
Tras jugar en varias categorías inferiores, finalmente hizo su debut con la selección de fútbol de Emiratos Árabes Unidos en un partido amistoso contra Japón que finalizó con un resultado de 1-0 a favor del combinado japonés tras el gol de Mike Havenaar. Además disputó los Juegos Olímpicos de Londres 2012, la Copa Asiática 2015 y la Copa Asiática 2019.

### Goles internacionales
| # | Fecha               | Estadio                                               | Oponente   | Gol | Resultado | Competición        |
| - | ------------------- | ----------------------------------------------------- | ---------- | --- | --------- | ------------------ |
| 1 | 21 de enero de 2021 | Estadio Jeque Zayed, Abu Dabi, Emiratos Árabes Unidos | Kirguistán | 1–0 | 3–2       | Copa Asiática 2019 |

## Clubes
| Club                    | País                   | Año       | Partidos | Goles |
| ----------------------- | ---------------------- | --------- | -------- | ----- |
| Emirates Club           | Emiratos Árabes Unidos | 2009-2011 |          |       |
| Al Jazira Club          | Emiratos Árabes Unidos | 2011-2016 | 115      | 5     |
| Shabab Al Ahli Club     | Emiratos Árabes Unidos | 2016-2017 | 40       | 2     |
| Shabab Al-Ahli Dubai FC | Emiratos Árabes Unidos | 2017-2018 | 16       | 0     |
| Al-Wasl FC              | Emiratos Árabes Unidos | 2018-2020 | 41       | 4     |
| Al Wahda FC             | Emiratos Árabes Unidos | 2020-2022 | 49       | 1     |
| Al Bataeh Club          | Emiratos Árabes Unidos | 2022-     | 13       | 0     |